# Iowa 80
 (juin 2025).
Si vous disposez d'ouvrages ou d'articles de référence ou si vous connaissez des sites web de qualité traitant du thème abordé ici, merci de compléter l'article en donnant les références utiles à sa vérifiabilité et en les liant à la section « Notes et références ».

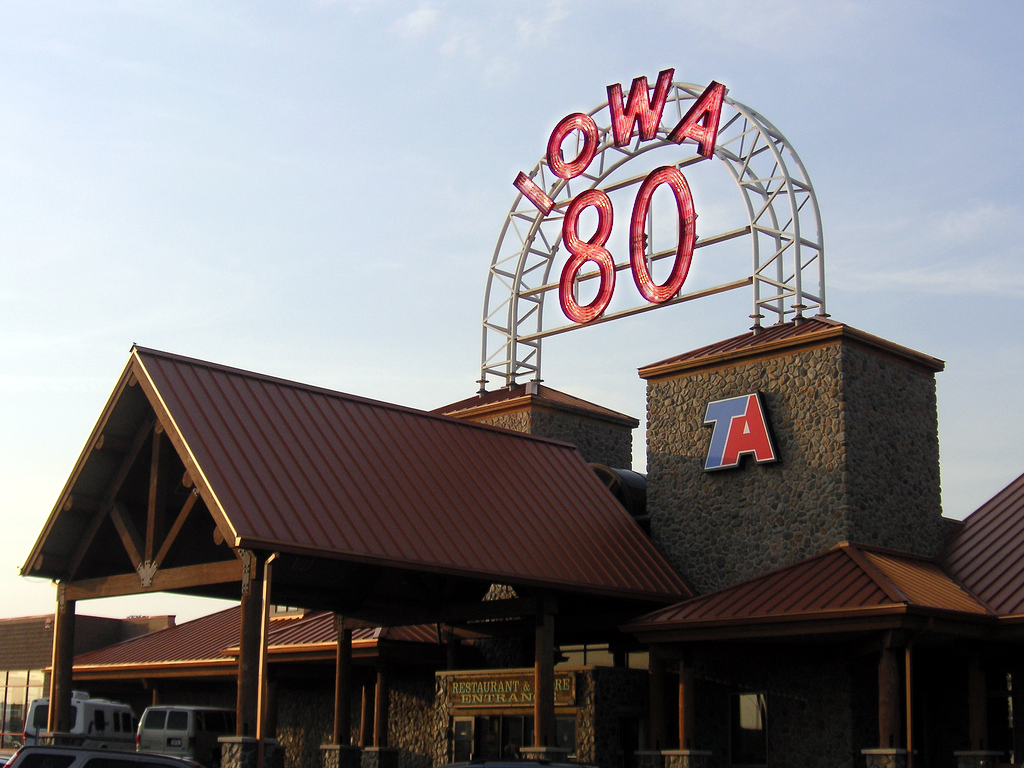
L'entrée principale de l'Iowa 80.

L'Iowa 80 est la plus grande station-service et aire de repos pour camions (truck stop (en)) du monde avec une parcelle de terrain de 89 hectares, dont une partie seulement est aménagée.
Elle est située le long de l'Interstate 80 à la sortie 284 de Walcott, dans l'Iowa.
Un bâtiment principal de 6 200 m2 reçoit 5 000 visiteurs par jour et compte un parking pour 900 camions. 150 pompes à essence assurent le ravitaillement en carburant et 450 employés gèrent le mégaplex.[réf. nécessaire]